# Deutsche Botschaft Tegucigalpa
Die Deutsche Botschaft Tegucigalpa ist die diplomatische Vertretung der Bundesrepublik Deutschland in der Republik Honduras.

## Lage
Die Kanzlei der Botschaft befindet sich in dem Stadtteil Colonia Lomas del Guijarro der honduranischen Hauptstadt Tegucigalpa. Als Straßenadresse wird angegeben: Avenida República Dominicana, Sendero Santo Domingo # 925, Col. Lomas del Guijarro, Tegucigalpa, M. D. C.

## Auftrag und Organisation
Die Botschaft Tegucigalpa hat den Auftrag, die deutsch-honduranischen Beziehungen zu pflegen, die deutschen Interessen gegenüber der Regierung von Honduras zu vertreten und die Bundesregierung über Entwicklungen in Honduras zu unterrichten.
In der Botschaft bestehen die Arbeitsbereiche Politik, Wirtschaft sowie Kultur und Bildung.
Das Referat für Rechts- und Konsularaufgaben der Botschaft bietet deutschen Staatsangehörigen konsularische Dienstleistungen und Hilfe in Notfällen an. Der konsularische Amtsbezirk der Botschaft umfasst ganz Honduras. Die Visastelle erteilt Einreisegenehmigungen für in Honduras wohnhafte Bürger dritter Staaten. Honduranische Staatsangehörige benötigen für Einreise und Aufenthalt im Schengen-Raum kein Visum, sofern sie nicht länger als 90 Tage pro Halbjahr bleiben.
Ein Honorarkonsul der Bundesrepublik Deutschland ist in San Pedro Sula bestellt und ansässig.

## Geschichte
Die Bundesrepublik Deutschland eröffnete die Botschaft Tegucigalpa am 26. Januar 1961.
Die DDR und Honduras unterhielten keine diplomatischen Beziehungen.